# 레반흥
레반흥(베트남어: Lê Văn Hưng)은 베트남 공화국 육군 소속의 보병으로, 계급은 준장이었다. 그는 1975년 4월 30일 즈엉반민 대통령이 북베트남군과 해방군에 저항하지 않고 무장해제를 할 것을 명령하자, 당일 20시 45분 권총으로 자신의 가슴을 쏴 자살하였다. 권총 자살 당시 그의 나이는 42세였다.